# Kees van Wonderen
Cornelis ("Kees") Hendricus van Wonderen (ur. 4 stycznia 1969 w Bergen), piłkarz holenderski grający na pozycji środkowego obrońcy lub pomocnika.

## Kariera klubowa
Pierwszym kluben van Wonderena w karierze był amatorski SV Bennekom. W 1991 roku został zawodnikiem drugoligowego wówczas NEC Nijmegen. W jego barwach zadebiutował 17 sierpnia w przegranym 0:2 meczu z FC Emmen. Grał wówczas jako ofensywny pomocnik i zdobył aż 16 bramek. W NEC grał przez kolejne 2 sezony, jednak nie zdołał z nim awansować do Eredivisie. W 1994 roku Kees przeszedł do NAC Breda. W Bredzie zawodnik grał przez 2 lata stając się jednym z najlepszych defensywnych pomocników w lidze.
Latem 1996 van Wonderen został sprzedany do Feyenoordu. W jego barwach zadebiutował 20 sierpnia w zremisowanym 1:1 wyjazdowym meczu z Rodą JC Kerkrade. W 1997 roku wywalczył wicemistrzostwo Holandii, a w sezonie 1997/1998 wystąpił w fazie grupowej Ligi Mistrzów. Natomiast w 1999 po raz pierwszy i jedyny w karierze został z Feyenoordem mistrzem Holandii. W mistrzowskim sezonie rozegrał 31 meczów i strzelił 1 gola. W sezonie 1999/2000 doszedł z klubem z Rotterdamu do drugiej fazy grupowej Ligi Mistrzów, jednak w lidze Feyenoord nie obronił mistrzostwa i zajął 3. miejsce. W 2001 roku van Wonderen został wicemistrzem kraju, a w 2002 roku doszedł do finału Pucharu UEFA. W finale wystąpił przez 90 minut i przyczynił się do zdobycia tego pucharu przez Feyenoord. W Feyenoordzie van Wonderen spędził także sezony 2002/2003 i 2003/2004, w których to rotterdamski klub dwukrotnie zajmował 3. pozycję. Swój ostatni mecz Kees rozegrał 16 maja 2004, a Feyenoord wygrał 7:1 z FC Zwolle. Latem 2004 zakończył piłkarską karierę w wieku 35 lat.
| Sezon   | Klub         | Kraj     | Rozgrywki     | Mecze | Bramki |
| ------- | ------------ | -------- | ------------- | ----- | ------ |
| 1991/92 | NEC Nijmegen | Holandia | Eerstedivisie | 37    | 16     |
| 1992/93 | NEC Nijmegen | Holandia | Eerstedivisie | 31    | 6      |
| 1993/94 | NEC Nijmegen | Holandia | Eerstedivisie | 31    | 4      |
| 1994/95 | NAC Breda    | Holandia | Eredivisie    | 24    | 3      |
| 1995/96 | NAC Breda    | Holandia | Eredivisie    | 32    | 3      |
| 1996/97 | Feyenoord    | Holandia | Eredivisie    | 31    | 1      |
| 1997/98 | Feyenoord    | Holandia | Eredivisie    | 15    | 0      |
| 1998/99 | Feyenoord    | Holandia | Eredivisie    | 33    | 1      |
| 1999/00 | Feyenoord    | Holandia | Eredivisie    | 28    | 1      |
| 2000/01 | Feyenoord    | Holandia | Eredivisie    | 23    | 1      |
| 2001/02 | Feyenoord    | Holandia | Eredivisie    | 26    | 0      |
| 2002/03 | Feyenoord    | Holandia | Eredivisie    | 29    | 0      |
| 2003/04 | Feyenoord    | Holandia | Eredivisie    | 18    | 1      |

## Kariera reprezentacyjna
W reprezentacji Holandii van Wonderen zadebiutował 13 października 1998 w zremisowanym 0:0 meczu z Ghaną. W reprezentacji Kees grał jedynie za kadencji selekcjonera Franka Rijkaarda i łącznie wystąpił 5 razy (ostatni mecz: Holandia – Maroko 1:2).